# Noordlaren
Noordlaren (en groningois : Noordloarn) est un village de la commune néerlandaise de Groningue, situé dans la province de Groningue.

## Géographie
Le village est situé à 12 km au sud-est de Groningue, près du lac Zuidlaardermeer et en limite de la province de Drenthe.

## Histoire
Noordlaren faisait partie de la commune de Haren avant le 1er janvier 2019, quand celle-ci a été supprimée et rattachée à Groningue.

## Mégalithisme: Hunebed

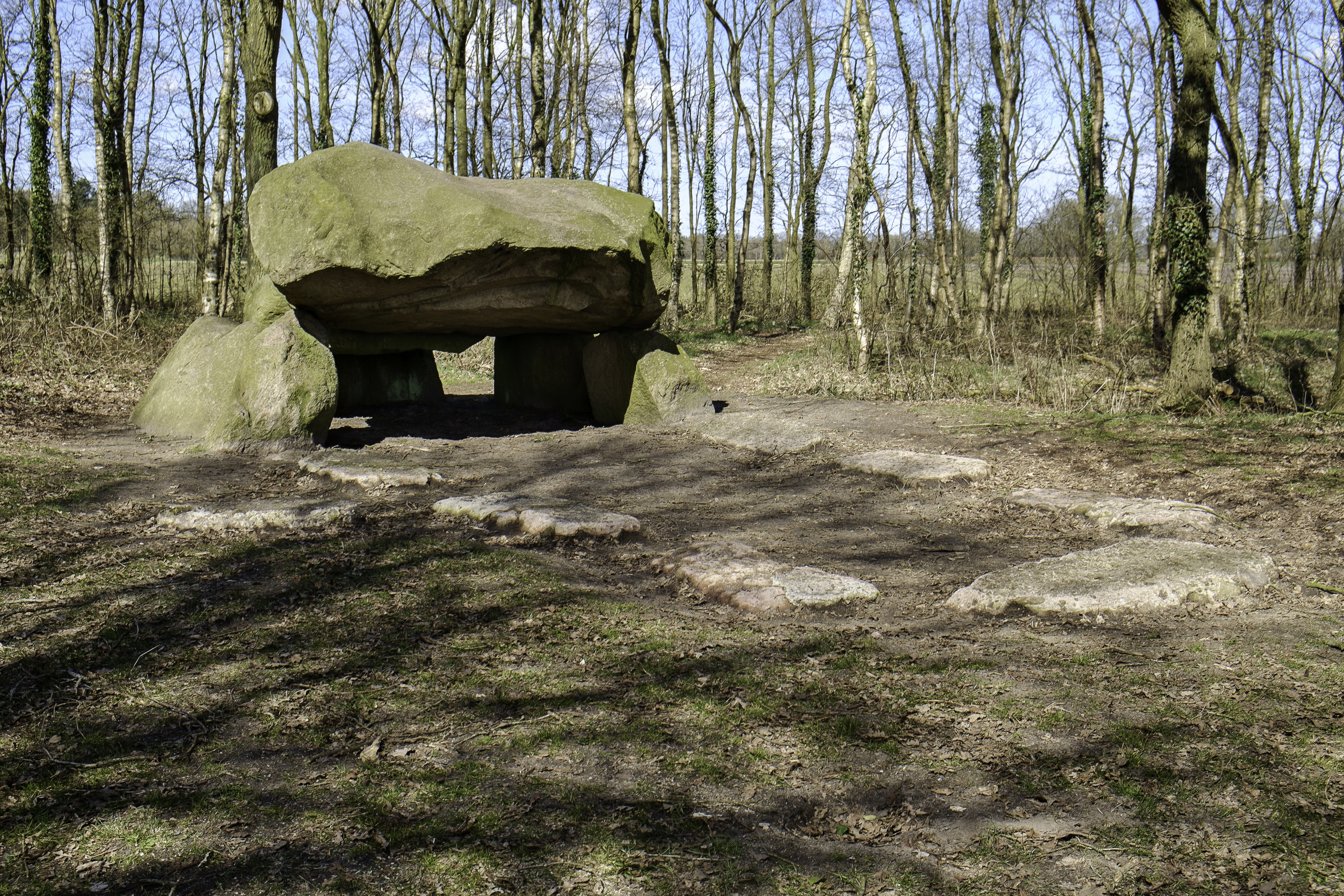
Hunebed G1 près de Noordlaren. L'emplacement des anciennes pierres est indiqué au moyen de socles de béton à la place des pierres manquantes. À l'avant gauche, un d'entre eux indique l'emplacement de l'une des pierres du portail. À l'origine, il y en avait deux, mais une a disparu avec le temps.

À l'ouest du village, au milieu de la Noordlaarder et du Hondsrug, se trouve l'hunebed identifié G1. C'est le monument le plus au nord des Pays-Bas qui se trouve toujours à son emplacement actuel. Au nord de Noordlaren, près de Glimmen, des restes des dolmens G2 et G3 ont été découverts et près d'Onnen, on distingue l'hunebed G4. En 1982, le Hunebed G5 a été découvert à Heveskesklooster, qui a ensuite été transféré au Muzeeaquarium Delfzijl.

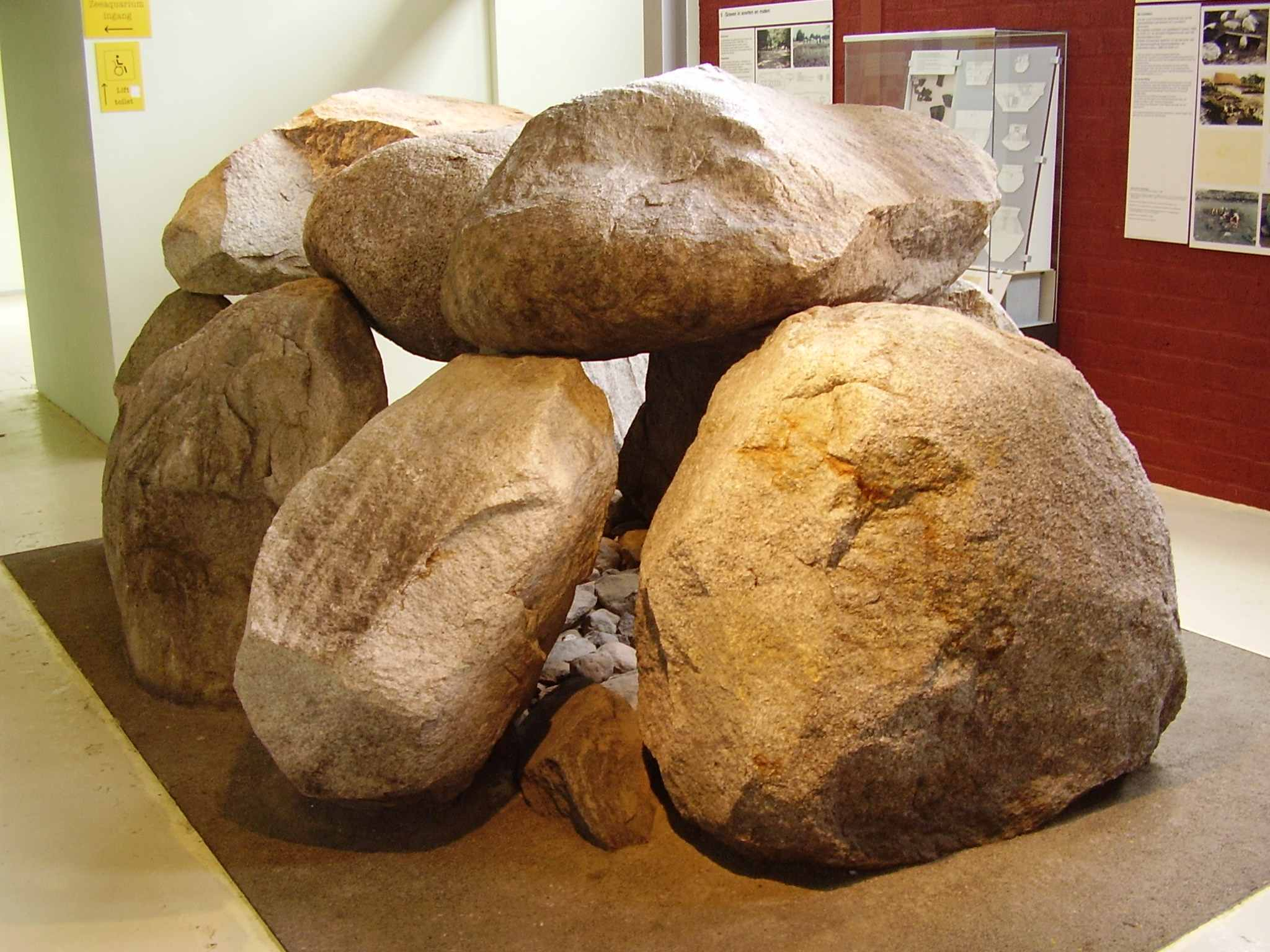
Hunebed trouvé sous le monticule d'Hevekesklooster, installé dans le Muzeeaquarium de Delfzijl

L'hunebed a été construit il y a plus de 5 000 ans par des individus de la Culture des vases à entonnoir (TRB). Pour la construction du monument, on a probablement utilisé des rochers provenant d'un trou de glace à proximité, qui porte aujourd'hui le nom de «Steenbergsveentje». Plus de 60% du monument a disparu au fil du temps. Le reste a été sauvé en un rien de temps au début du XIXe siècle : des trous avaient déjà été percés dans les pierres pour les faire exploser à la dynamite. En 1870, l'hunebed a été acheté par l'État pour le protéger d'une nouvelle dégradation. Probablement parce que des excavations avaient eu lieu juste à côté du site peu de temps auparavant, un lopin de terre autour du vestige mégalithique a également été acheté par le gouvernement en 1906. Dans les décennies qui ont suivi, quelques terrains supplémentaires ont été achetées, de sorte que, par exemple, le «Steenbergsveentje» soit également venu rejoindre l'ensemble.
Le hunebed a fait l'objet d'une fouille archéologique en 1957 par Van Giffen, qui a également veillé à ce qu'une "forêt vierge" soit plantée autour du site à partir de 1966. Il a fait marquer les emplacements des pierres manquantes au moyen de socles de béton.

## Démographie
Le 1er janvier 2019, le village comptait 695 habitants.